# Correspondance phono-sémantique
La correspondance phono-sémantique (en anglais Phono-semantic matching, ou PSM) est le processus par lequel, pour un néologisme issu d'un emprunt à une langue étrangère, la qualité non native du mot est masquée en remplaçant ses caractéristiques étrangères par des mots ou des racines phonétiquement et sémantiquement similaires à celles de la langue adoptante. Ainsi, le son et le sens approximatifs de l’expression originale dans la langue source sont-ils préservés, même si la nouvelle expression (la correspondance phonosémantique) dans la langue cible peut sembler native.
La correspondance phono-sémantique est distincte du calque, qui inclut la traduction (sémantique) mais n'inclut pas la correspondance phonétique (c'est-à-dire la conservation du son approximatif du mot emprunté en le faisant correspondre avec un mot ou un morphème préexistant de consonance similaire dans la langue cible).
La correspondance phono-sémantique est également distincte de la traduction homophonique (en), qui conserve le son d'un mot mais pas son sens.

## Histoire
Le terme de « correspondance phono-sémantique » a été introduit par la linguiste et revivaliste Ghil'ad Zuckermann, pour remettre en cause la typologie classique des emprunts lexicaux d'Einar Haugen. Alors que Haugen classait les emprunts en « substitutions » et en « importations », les emprunts camouflés sous la forme de PSM sont cela Zuckermann un cas de « substitution et d'importation simultanées ». Zuckermann propose une nouvelle classification des néologismes multisources, des mots dérivant de deux ou plusieurs sources en même temps. Des exemples de tels mécanismes sont la correspondance phonétique, la correspondance phonétique sémantisée et la correspondance phono-sémantique.
Zuckermann conclut que les planificateurs linguistiques (en), par exemple les membres de l'Académie de la langue hébraïque, emploient les mêmes techniques que celles utilisées dans l'étymologie populaire par les laïcs, ainsi que par les chefs religieux. Il exhorte donc les lexicographes et les étymologistes à reconnaître les phénomènes répandus d’emprunt camouflé et de néologisation multisource et à ne pas imposer une source unique aux éléments lexicaux multiparentaux.

## Exemples

### En anglais
Il existe quelques PSM en anglais. Le mot français chartreuse (« monastère chartreux ») a été traduit en anglais charterhouse. Le mot français choupique, lui-même une adaptation du nom Choctaw pour le poisson-castor, a également été anglicisé en shoepike (« brochet-chaussure »), bien qu'il ne soit pas lié aux brochets.
La deuxième partie du mot muskrat (« rat musqué ») a été modifiée pour correspondre à « rat », remplaçant la forme originale musquash, qui dérive d'un mot algonquien (peut-être Powhatan), muscascus (littéralement « c'est rouge »), ou du mot abénaki mòskwas.

### En arabe
Zuckermann analyse l'évolution du mot artichaut. L'arabe الخرشوف( 'al-khurshūf, « artichaut ») est adapté en arabe andalou sous la forme alxarshofa, puis en vieil espagnol sous la forme alcarchofa, puis en italien (alcarcioffo), puis en italien du nord (arcicioffo > arciciocco > articiocco), d'où provient finalement le français artichaut. Le mot est finalement été réapparu phono-sémantiquement dans l'arabe levantin familier (par exemple en Syrie, au Liban et en Israël ) sous la forme أرضي شوكي (arḍī shawkī), composée des éléments أرضي (arḍī, « terrestre ») et شوكي (shawkī, « épineux »).
L'arabe a eu recours à la correspondance phono-sémantique pour remplacer une nouvelle terminologie importée de manière flagrante par un mot dérivé d'une racine trilitère déjà existante. En voici quelques exemples :
| Mot                     | Signification en français | Importation non arabisée   | mot arabisé           | Racine préexistante (signification) |
| ----------------------- | ------------------------- | -------------------------- | --------------------- | ----------------------------------- |
| technologie (français)  | technologie               | تكنولوجيا (teknolōjyā)     | تقانة (taqānah)       | tqn (compétence)                    |
| mitochondrie (français) | mitochondries             | ميتوكندريا (mītōkondriyah) | متقدرة (mutaqaddirah) | qdr (puissance)                     |
| machine (italien)       | machine                   | مكينة (makīnah)            | مكنة (makanah)        | mkn (capacité)                      |

### En chinois mandarin
Le PSM est fréquemment utilisé dans les emprunts en mandarin. Un exemple en est le mot mandarin taïwanais 威而剛 (wēi'érgāng), qui signifie littéralement « puissant et dur » et fait référence au Viagra, le médicament destiné au traitement de la dysfonction érectile chez les hommes.
Un autre exemple est la forme mandarine de World Wide Web, qui est wàn wéi wǎng, qui rappelle le « www » et signifie littéralement « réseau à myriades de dimensions ». Le mot anglais hacker a été emprunté au mandarin sous le nom de hēikè (« visiteur sombre/méchant »).
Selon Zuckermann, le PSM en mandarin est courant dans :
- les noms de marque, par exemple,可口可乐 / 可口可樂 (Kěkǒu kělè), « Coca-Cola » se traduit par « savoureux [et] divertissant »[10] ;
- le jargon informatique, par exemple le mot susmentionné pour « World Wide Web » ;
- les termes technologiques, par exemple le mot pour « sonar », 声纳 / 聲納 shēngnà, utilise les caractères 声/聲 shēng « son » et 纳/納 nà « recevoir, accepter » ;
- les toponymes, par exemple, le nom 白俄罗斯 (Bái'èluósī), « Biélorussie » combine le mot白 Bái, « Blanc », avec le nom 俄罗斯 Èluósī, « Russie », signifiant donc « Russie Blanche » tout comme l'endonyme Белару́сь.

D'un point de vue chinois monolingue, le PSM mandarin est le « moindre mal » par rapport à l'écriture latine (dans l'écriture digraphique ) ou au changement de code (dans la parole). L'exploration de Zuckermann du PSM dans le chinois standard et le japonais de la période Meiji conclut que le système d'écriture chinois est multifonctionnel : plérémique (« plein » de sens, par exemple logographique), cénémique (« vide » de sens, par exemple phonographique, comme le serait un syllabaire ) et phono-logographique (simultanément cénémique et plérémique). Zuckermann soutient que l’affirmation de Leonard Bloomfield selon laquelle « une langue est la même quel que soit le système d’écriture utilisé » est inexacte. « Si le chinois avait été écrit en utilisant des lettres romaines, des milliers de mots chinois n'auraient pas été inventés, ou auraient été inventés avec des formes complètement différentes ». On peut en trouver la preuve dans la langue Dungan, une langue chinoise étroitement liée au mandarin, mais écrite phonétiquement en cyrillique, où les mots sont directement empruntés, souvent au russe, sans PSM.
Une pratique connexe est la traduction de noms occidentaux en caractères chinois.

### En finnois
Le mot composé finlandais pour « jaloux », mustasukkainen, signifie littéralement « chaussettes noires » (de musta « noir » et sukka « chaussette »). Cependant, le mot est un cas d'emprunt mal compris du suédois svartsjuk (« noir-malade »). Un cas similaire est celui de työmyyrä « personne travailleuse », littéralement « taupe de travail ».

### En islandais
Sapir & Zuckermann (2008) démontrent comment l'islandais camoufle de nombreux mots anglais au moyen d'une correspondance phono-sémantique. Par exemple, le mot d'apparence islandaise eyðni, signifiant « SIDA », est un PSM de l'acronyme anglais AIDS, utilisant le verbe islandais préexistant eyða, signifiant « détruire », et le suffixe nominal islandais -ni. De même, le mot islandais tækni, signifiant « technologie, technique », dérive de tæki, signifiant « outil », combiné avec le suffixe nominal -ni, mais est en fait un PSM du danois teknik (ou d'un autre dérivé du grec τεχνικός, tekhnikós), signifiant « technologie, technique ». Le terme de Tækni a été inventé en 1912 par le Dr Björn Bjarnarson de Viðfjörður, à l'est de l'Islande. Il a été peu utilisé jusque dans les années 1940, mais est depuis devenu courant, comme lexème et comme élément permettant de nouvelles formations, comme raftækni (« techniques électriques »), c'est-à-dire « électronique », tæknilegur « technique » et tæknir « technicien ».

### En japonais
En japonais moderne, les mots empruntés sont généralement représentés phonétiquement via des katakana. Cependant, autrefois, les mots empruntés étaient souvent représentés par des kanji (caractères chinois), un processus appelé ateji lorsqu'il était utilisé pour la correspondance phonétique, ou jukujikun lorsqu'il était utilisé pour la correspondance sémantique. Certains d'entre eux continuent d'être utilisés ; les caractères choisis peuvent correspondre au son, au sens ou aux deux.
Dans la plupart des cas, les caractères utilisés ont été choisis uniquement pour leur sonorité correspondante ou uniquement pour leur signification correspondante. Par exemple, dans le mot寿司 (sushi), les deux caractères se lisent respectivement comme su et shi, mais le caractère 寿signifie « la durée de vie naturelle d’une personne » et 司 signifie « administrer », ce qui n'a rien à voir avec la nourriture – il s'agit donc d'un ateji. À l’inverse, dans le mot 煙草 (tabako) pour « tabac », les kanji individuels signifient respectivement « fumée » et « herbe », ce qui correspond au sens, alors qu'aucune de leurs lectures possibles n'a de relation phonétique avec le mot tabako – c'est donc du jukujikun.
Dans certains cas, cependant, les kanji ont été choisis à la fois pour leurs valeurs sémantiques et phonétiques, une forme de correspondance phono-sémantique. Un exemple en est 倶楽部 (kurabu) pour « club », où les caractères peuvent être interprétés librement en séquence comme « ensemble-endroit-de-plaisir ». Un autre exemple en est 合羽 (kappa) pour le portugais capa, qui désigne une sorte d'imperméable. Les caractères peuvent signifier « ailes qui se rejoignent », comme le capa pointu ressemble à un oiseau avec les ailes repliées.

### En néerlandais
Il existe également un certain nombre de PSM en néerlandais. Un exemple notable est le mot hangmat (« hamac »), qui est une modification de l'espagnol hamaca : nativement, le mot hangmat est analysé de manière transparente comme un « hang-mat », soit un « matelas suspendu ». De la même manière:
- Dans ansjovis (« anchois »), la deuxième partie a été modifiée pour ressembler vis (« poisson »), bien que le mot provienne de l’espagnol anchova ;
- Dans scheurbuik (« scorbut »), les parties du mot ont été modifiées pour ressembler scheur- (« déchirer ») et buik (« ventre, estomac »), bien que le mot provienne du moyen bas allemand schorbuck ;
- Dans sprokkelmaand (un autre nom pour februari, « Février »), la première partie a été modifiée pour ressembler sprokkelen (« ramasser du bois »), bien que le mot provienne du latin spurcalia ;
- Zijdenhemdje (une variété de pomme avec une peau jaune très douce et fine), les parties du mot ont été modifiées pour ressembler zijden (« soyeux ») et hemdje (« chemise ; petite chemise ; gilet »), bien que le mot désigne en réalité le lieu, Sydenham, d'où provient la pomme[15].

### Divers
Le nom hébreu יְרוּשָׁלַיִם (Yərūšālayim) pour Jérusalem est rendu par Ἱεροσόλυμα (Hierosóluma) dans, par exemple Matthieu 2:1 . La première partie de ce nom correspond au préfixe grec ancien ἱερo- (hiero-), signifiant « sacré, saint ».
Le vieux haut allemand widarlōn (« remboursement d'un prêt ») était rendu par widedonum (« récompense ») en latin médiéval. La dernière partie correspond au latin donum (« don ») :157.
Viagra, un nom de marque suggéré par Interbrand Wood (le cabinet de conseil embauché par Pfizer), est lui-même un néologisme multisource, basé sur le sanskrit व्याघ्र vyāghráh (« tigre ») mais renforcé par les mots vigueur (c'est-à-dire force) et Niagara (c'est-à-dire flux libre/puissant).

## Raisons
Selon Zuckermann, la correspondance phono-sémantique présente plusieurs avantages du point de vue d'un planificateur linguistique puriste.
Elle permet en effet :
- le recyclage d'éléments lexicaux obsolètes ;
- de camoufler l'influence étrangère (pour le locuteur natif dans le futur) ;
- et de faciliter l'apprentissage initial (mnémotechnique) (pour l'apprenant/locuteur contemporain).

D’autres motivations pour la correspondance phono-sémantique sont les suivantes :
- Son côté amusant (cf. tradition midrashique du commentaire homilétique, cf. le pilpoul juif) ;
- L'« apollonisme (en) » (le désir de créer de l'ordre/du sens, cf. étymologie populaire, étymythologie, attraction paronymique) ;
- l'iconicité (la croyance qu'il y a quelque chose d'intrinsèque dans le son des noms ; cf. phonesthétique) ;
- le politiquement correct / l'ingénierie lexicale de rejet ;
- le désir d'attirer des clients (dans le cas de marques).

## Emprunt expressif
Un emprunt expressif est un mot emprunté incorporé au système expressif de la langue emprunteuse, le faisant ressembler à des mots natifs ou à des onomatopées. Les emprunts expressifs sont difficiles à identifier et, par définition, ils suivent mal les modèles courants de changement de son phonétique. Il existe d'ailleurs un continuum entre les emprunts « purs » et les emprunts « expressifs ». La différence entre l'emprunt expressif et l'étymologie populaire  repose sur le fait que cette dernière est basée sur un malentendu, alors qu'un emprunt expressif est modifié volontairement, le locuteur qui prend le mot d'emprunt sachant très bien que la qualité descriptive est différente du son et du sens d'origine.
Le finnois du sud-est, par exemple, possède de nombreux emprunts expressifs. La principale langue source, le russe, n'utilise pas les voyelles « y », « ä » ou « ö » [y æ ø]. Il est donc courant d’ajouter ces termes aux emprunts redescriptivisés afin de supprimer le degré d’étrangeté que le mot d’emprunt aurait autrement. Par exemple, le mot tytinä (« fromage de tête ») ressemble à une construction indigène ; il provient en fait du russe stúden', qui signifie « vaciller ». Un exemple un peu plus évident serait le mot tökötti, qui désigne une « substance gluante et goudronneuse », : il s'agit cependant d'un emprunt expressif au russe diogot' « goudron ».